# Hottentotta minax
Espèce
Synonymes
- Buthus minax L. Koch, 1875
- Buthus hottentotta tigrinus Caporiacco, 1937
- Buthotus minax occidentalis Vachon & Stockmann, 1968
- Hottentotta acostai Lourenço, 2004
- Hottentotta mateui Lourenço, Duhem & Cloudsley-Thompson, 2012

Hottentotta minax est une espèce de scorpions de la famille des Buthidae.

## Distribution
Cette espèce se rencontre en Égypte, en Libye, au Tchad au Cameroun, au Soudan, en Éthiopie, en Érythrée et au Kenya,.
Sa présence en Tanzanie et en Ouganda est incertaine.

## Description
Hottentotta minax mesure de 45 à 70 mm.

## Liste des espèces
Selon The Scorpion Files (18/11/2020) :
- Hottentotta minax minax (L. Koch, 1875)
- Hottentotta minax occidentalis (Vachon & Stockmann, 1968)

## Systématique et taxinomie
Cette espèce a été décrite sous le protonyme Buthus minax par L. Koch en 1875. Elle est placée dans le genre Buthotus par Vachon en 1949 puis dans le genre Hottentotta par Francke en 1985.
Hottentotta acostai a été placée en synonymie par Kovařík en 2007.
Hottentotta mateui a été placée en synonymie par Kovařík en 2013.

## Publications originales
- L. Koch, 1875 : Aegyptische und abyssinische Arachniden gesammelt von Herrn C. Jickeli. Nürnberg, p. 1-96 (texte intégral).
- Vachon & Stockmann, 1968 : « Contribution à l’étude des Scorpions africains appartenant au genre Buthotus Vachon, 1949 et étude de la variabilité. » Monitore Zoologico Italiano, (N. S.), vol. 2, (Supplemento), p. 81-149.